# Mai 2019
Acest articol este generat integral pe baza informațiilor din articolul 2019 și este actualizat periodic de un robot.
 Editările făcute în articol vor fi șterse la următoarea actualizare! Dacă doriți să faceți modificări, editați articolul-sursă.

ianuarie -
februarie -
martie -
aprilie -
mai -
iunie -
iulie -
august -
septembrie -
octombrie -
noiembrie -
decembrie
Mai 2019 a fost a cincea lună a anului și a început într-o zi de miercuri.

## Evenimente

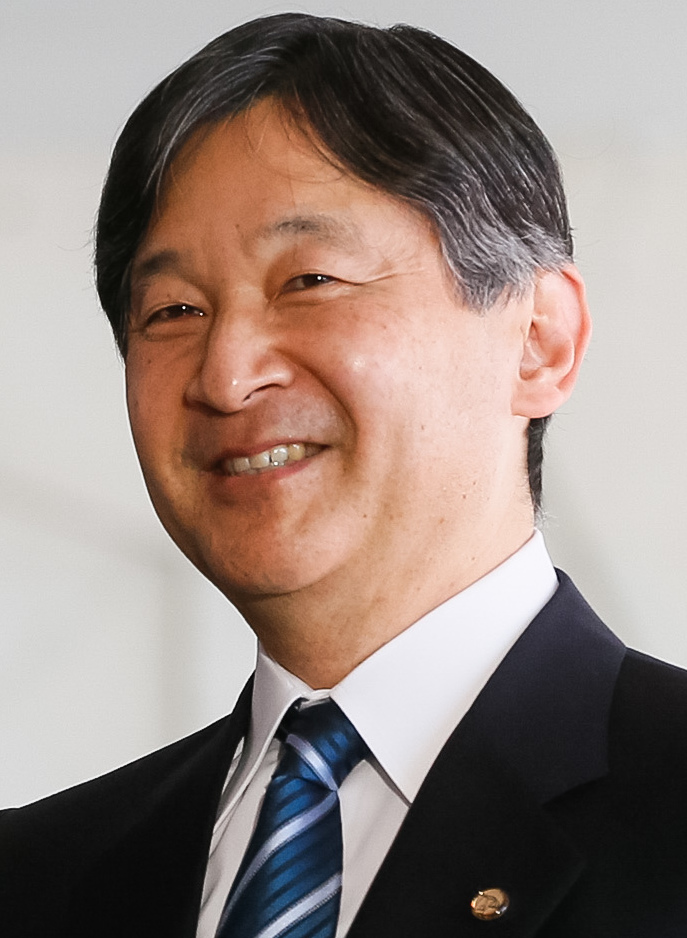
1 mai: Împăratul Naruhito devine cel de-al 126-lea împărat al Japoniei; începe era japoneză Reiwa (令 和).

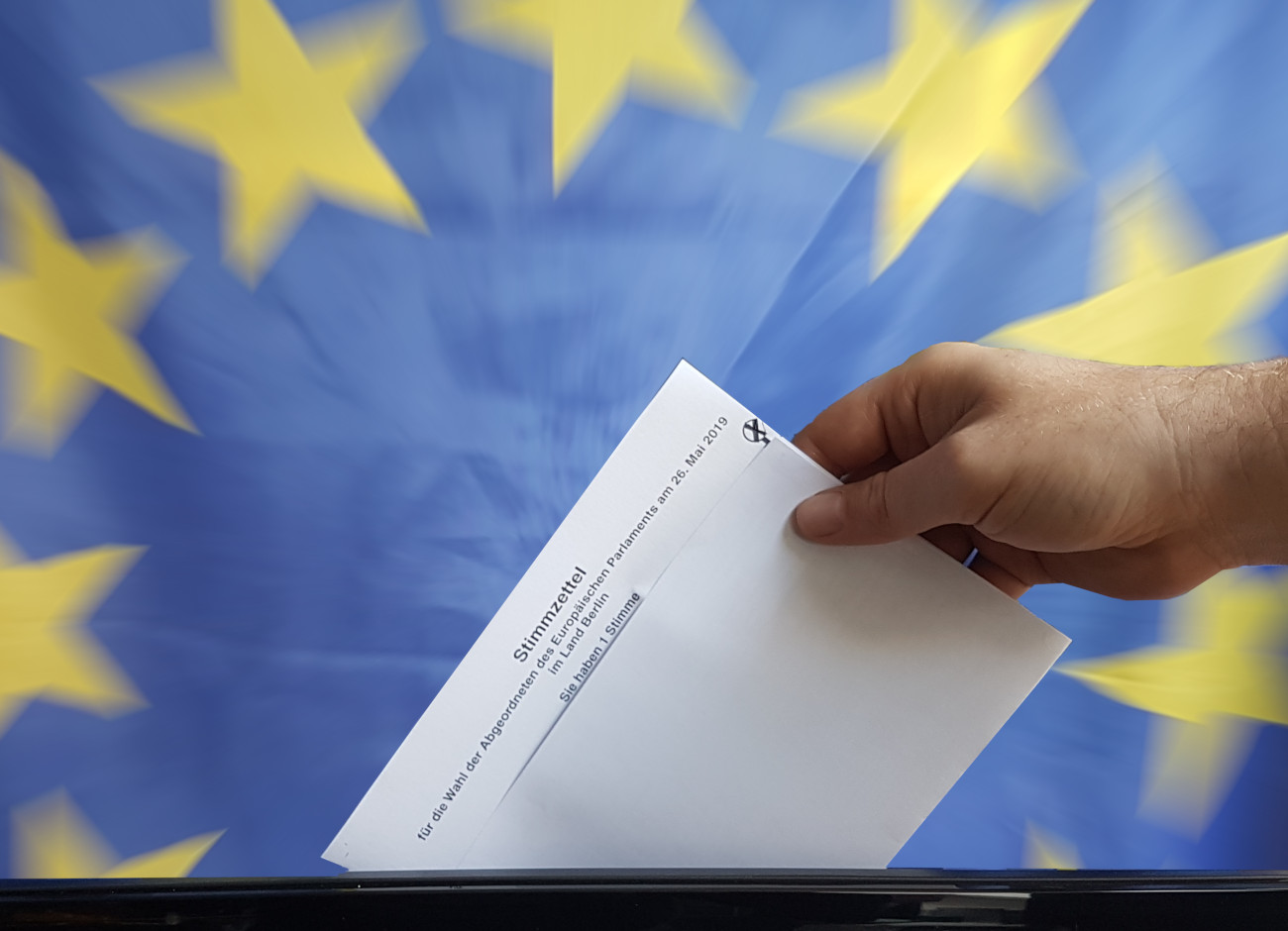
23-26 mai: Alegeri pentru Parlamentul European.

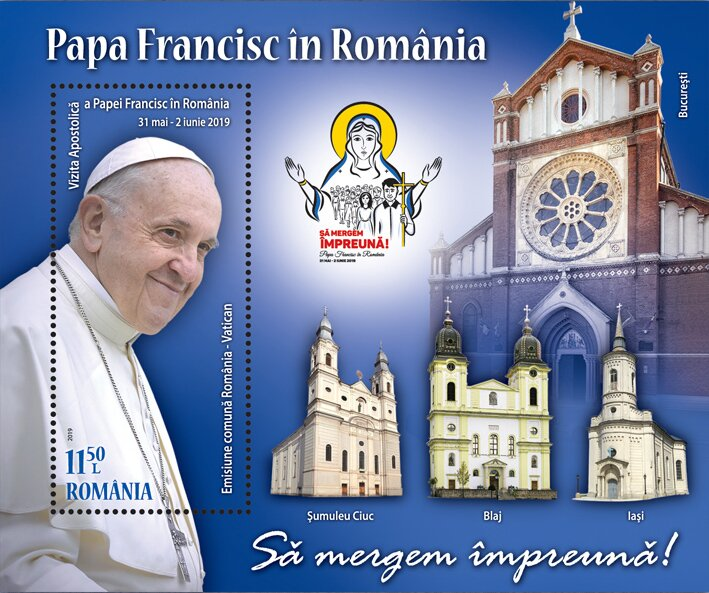
31 mai: Vizită apostolică a Papei Francisc în România timp de trei zile. Este a doua vizită a unui Suveran Pontif, după cea din 1999 a Papei Ioan Paul al II-lea.

- 1 mai: Împăratul Naruhito devine cel de-al 126-lea împărat al Japoniei; începe era japoneză Reiwa (令 和).
- 6 mai: După o victorie restrânsă a principalului partid de opoziție CHP din Turcia  împotriva partidului lui Recep Tayyip Erdoğan la alegerile pentru primăria Istanbului de luna trecută, Consiliul Electoral Suprem din Turcia a anulat rezultatele și a ordonat reluarea alegerilor pentru funcția de primar al orașului Istanbul.[2]
- 9 mai: Summitul de la Sibiu - liderii Uniunii Europene au adoptat o declarație care cuprinde 10 angajamente, printre care apărarea "unei singure Europe", o Europă ce va fi "un lider mondial responsabil".[3]
- 14-18 mai: Concursul Muzical Eurovision 2019, găzduit în Tel Aviv, Israel.
- 15 mai: Casa de licitații Christie's licitează sculptura Rabbit a lui Jeff Koons pentru 91,1 milioane de dolari. Acesta este cel mai mare preț obținut vreodată pentru o lucrare de către un artist în viață.[4]
- 18 mai: Duncan Laurence, reprezentantul Țărilor de Jos câștigă ediția 2019 a concursului Eurovision cu  melodia "Arcade". Este prima victorie a țării din 1975.[5]
- 19 mai: Google a suspendat suportul actualizărilor Android pentru telefoanele Huawei, precum și aplicațiile Google Play și Gmail, după ce compania chineză de tehnologie a fost inclusă pe lista neagră de Departamentul de Comerț al Statelor Unite.[6]
- 20 mai: Fostul comedian Volodîmîr Zelenski a depus jurământul în calitate de al 6-lea președinte al Ucrainei. Zelenski anunță dizolvarea parlamentului și solicită alegerile parlamentare anticipate.[7]
- 20 mai: Intră în vigoare redefinirea sistemului internațional de unități de măsură adoptat de majoritatea țărilor lumii.[8]
- 20 mai: Toți miniștri de extremă dreapta a Partidului Libertății din Austria, care alcătuiesc aproape jumătate din cabinetul austriac, demisionează după ce cancelarul conservator Sebastian Kurz a propus demiterea ministrului de interne Herbert Kickl, în urma publicării unui videoclip compromițător al acestuia.[9]
- 21 mai: Nepalezul Kami Rita Sherpa a escaladat vârful Everest (8.848 m), pentru a doua oară în decurs de o săptămână, ajungând astfel la un total de 24 de ascensiuni pe cel mai înalt punct al lumii, îmbunătățindu-și recordul anterior.
- 23 mai: Începând de azi, timp de patru zile, au loc Alegeri pentru Parlamentul European.
- 24 mai: Premierul britanic Theresa May își anunță demisia din funcția de președinte al Partidului Conservator din 7 iunie. Urmează să rămână în funcția de șef al guvernului până la alegerea unui succesor.
- 25 mai: La cea de-a 72-a ediții a Festivalului de Film de la Cannes, filmul Parasite al regizorului sud-coreean Bong Joon-ho este premiat cu Palme d'Or.
- 26 mai: La alegerile europarlamentare din România clasamentul partidelor este următorul: PNL - 27,00%, PSD - 22,51%, Alianța USR-PLUS - 22,36%, PRO România - 6,44%, PMP - 5,76%, UDMR - 5,26%, ALDE - 4,11%; prezența la vot a fost de 49,02%. La Referendumul pe tema justiției, 80,9% au votat "Da" la prima întrebare și 81,1% au votat "Da" la a doua întrebare; prezența la vot a fost de 41,28%.[10]
- 27 mai: Liderul PSD, Liviu Dragnea, a fost condamnat definitiv de Înalta Curte de Casație și Justiție la 3 ani și 6 luni de închisoare pentru instigare la abuz în serviciu în dosarul angajărilor fictive de la DGASPC Teleorman.[11]
- 28 mai: Banca Centrală Europeană a pus în circulație noile bancnote de 100 și 200 de euro. Acestea sunt echipate cu noi caracteristici de securitate care le fac mai greu de falsificat.
- 29 mai: O navă de croazieră fluvială cu 34 de persoane la bord, s-a ciocnit cu un alt vas mult mai mare și s-a scufundat în Dunăre, la Budapesta, Ungaria, omorând șapte turiști sud-coreeni.[12]
- 31 mai: Vizita apostolică a papei Francisc în România timp de trei zile. Este a doua vizită a unui Suveran Pontif, după cea din 1999 a Papei Ioan Paul al II-lea.[1]

## Nașteri
Archie Harrison Mountbatten-Windsor, membru al familiei regale britanice

## Decese
- 2 mai: Ilinca Tomoroveanu, 77 ani, actriță română de teatru și film (n. 1941)
- 5 mai: Henry E. Holt, 89 ani, astronom american (n. 1929)
- 7 mai: Franz Remmel, 87 ani, etnolog, jurnalist și scriitor de limba germană din România (n. 1931)
- 9 mai: Aristina Pop, 87 ani, unul din cei nouă copii a pădurarului Nicolaie Pop și a Mariei Pop (n. 1931)
- 10 mai: Ingrid Nargang, 90 ani, avocată, judecătoare și istoric contemporan austriac (n. 1929)
- 10 mai: Alfredo Pérez Rubalcaba, 67 ani, om politic spaniol (n. 1951)
- 11 mai: Peggy Lipton (Margaret Ann Lipton), 72 ani, actriță americană de film (n  1946)
- 11 mai: Gianni De Michelis, 78 ani, om politic italian, membru al Parlamentului European (2004–2009), (n. 1940)
- 13 mai: Doris Day (n. Doris Mary Kappelhoff), 97 ani, actriță americană de film și cântăreață (n. 1922)
- 13 mai: Stanton T. Friedman, 84 ani, ufolog și fizician american (n. 1934)
- 13 mai: Micaela Alexandra Ghițescu, 87 ani, traducătoare română (n. 1931)
- 14 mai: Grumpy Cat, 7 ani, una dintre cele mai populare pisici din mediul online (n. 2012)
- 15 mai: Charles Kittel, 102 ani, fizician american (n. 1916)
- 15 mai: Yōko Sugi, 90 ani, actriță japoneză de film (n. 1928)
- 16 mai: Ieoh Ming Pei, 102 ani, arhitect american de etnie chineză (n. 1917)
- 17 mai: Neville Lederle, 80 ani, pilot sud-african de Formula 1 (n. 1938)
- 20 mai: Niki Lauda (Andreas Nikolaus Lauda), 70 ani, pilot austriac de Formula 1 (n. 1949)
- 20 mai: Remus Constantin Opriș, 60 ani, deputat român (1990-2000), (n. 1958)
- 22 mai: Judith Kerr, (Anna Judith Gertrud Helene Kerr), 95 ani, autoare britanică de etnie germană (n. 1923)
- 24 mai: Murray Gell-Mann, 95 ani, fizician evreu-american, laureat al Premiului Nobel (1969), (n. 1929)
- 25 mai: Nicolae Pescaru, 76 ani, fotbalist român (n. 1943)
- 26 mai: Prem Tinsulanonda, 98 ani, ofițer, politician și om de stat thailandez (n. 1920)
- 27 mai: Petru Cărare, 84 ani, poet, prozator, publicist și dramaturg din Republica Moldova (n. 1935)